# ترودي كير
ترودي كير (بالإنجليزية: Trudy Kerr)‏ هي مغنية أسترالية، ولدت في 3 يناير 1963 في بريزبان في أستراليا.